# TKB-408
El TKB-408 fue un  prototipo de fusil de asalto bullpup diseñado por el ingeniero German A. Korobov en 1946. Fue sometido a una serie de pruebas oficiales realizadas en aquel año para seleccionar un fusil de asalto para el Ejército Rojo. Ninguno de los diseños presentados en las pruebas fueron selecionados. El AK-47, adoptado más tarde, era una variante sumamente modificada del AK-46 de Mikhail Kalashnikov.

## Descripción
El TKB-408 era accionado por los gases del disparo y disparaba a cerrojo cerrado, con un cerrojo oscilante. Podía ser disparado tanto en modo automático como en modo semiautomático. Su manija de amartillado se encuentra en el lado izquierdo, encima del guardamanos de madera, y no retrocede al disparar. La palanca del selector de disparo está ubicada en el lado izquierdo del cajón de mecanismos, sobre el pistolete. La palanca del seguro se encuentra delante del gatillo, dentro del guardamonte. El diseño no incorpora provisiones para disparar desde el hombro izquierdo. La portilla de eyección está ubicada en el lado derecho del cajón de mecanismos, encima del brocal del cargador; tiene una cubierta protectora que se abre hacia abajo. Su longitud promedio era de 790 mm y estaba hecho principalmente de chapa de acero estampada, con culata y guardamanos de madera.

## Munición
El TKB-408 disparaba el cartucho intermedio 7,62 x 39. Empleaba cargadores específicos, hechos de chapa de acero estampada y con una capacidad de 30 cartuchos, que tenían un resalte frontal que se encajaba en el retén del cargador, ubicado en la base del pistolete.